# Silnice II/464
Silnice II/464 je silnice II. třídy, která vede z Opavy do Kopřivnice, místní části Lubina. Je dlouhá 44,6 km. Prochází jedním krajem a dvěma okresy.

## Vedení silnice

### Moravskoslezský kraj, okres Opava
- Opava (křiž. I/11, III/4642)
- Kylešovice (křiž. II/461, III/4643)
- Raduň (křiž. III/4645, III/4662)
- Komárovské Chaloupky (křiž. III/4661)
- Podvihov (křiž. III/4646)
- Hlubočec (křiž. III/4648)

### Moravskoslezský kraj, okres Nový Jičín
- Výškovice (křiž. II/465, III/4637)
- Tísek (křiž. III/46411, III/46412)
- Bílovec (křiž. II/647, III/46414, peáž s II/647)
- Bílov (křiž. D1, II/647, III/46421, peáž s II/647)
- Butovice (křiž. III/46420, III/46418, III/46427)
- Nová Horka (křiž. III/46428, III/46431)
- Sedlnice (křiž. III/46432)
- Skotnice (křiž. I/58, III/4809)